# Кшанны
Кшанны (баш. Кешәнне) — деревня в Аургазинском районе Республики Башкортостан Российской Федерации. Входит в состав Новокальчировского сельсовета.

## География

### Географическое положение
Расстояние до:
- районного центра (Толбазы): 9 км,
- центра сельсовета (Новый Кальчир): 5 км,
- ближайшей ж/д станции (Белое Озеро): 39 км.

## История
В «Списке населенных мест по сведениям 1870 года», изданном в 1877 году, населённый пункт упомянут как деревня Новая Адзитарова (Кишны) 1-го стана Стерлитамакского уезда Уфимской губернии. Располагалась при речке Аургазе, по левую сторону Оренбургского почтового тракта из Стерлитамака в Уфу, в 51 версте от уездного города Стерлитамака и в 7 верстах от становой квартиры в деревне Толбазы (Адиль-Муратова). В деревне, в 140 дворах жили 856 человек (422 мужчины и 434 женщины, татары, тептяри), были мечеть, училище. Жители занимались земледелием, скотоводством, лесным промыслом. 

## Население
| 2002 | 2009 | 2010 |
| ---- | ---- | ---- |
| 431  | ↘421 | ↘417 |

Национальный состав
Согласно переписи 2002 года, преобладающие национальности — татары (57 %), башкиры (42 %).

## Известные уроженцы
- Гайсин, Бахти Миниярович (1930—1991) — аккордеонист, композитор, народный артист БАССР (1962), заслуженный артист РСФСР (1986).
- Камалетдинов, Мутагар Мирхайдарович (1875—1938) — мусульманский религиозный деятель, богослов, просветитель. Муфтий ЦДУМ Башкирской АССР, репрессирован в 1938 году.